# Karina Gould
Pour les articles homonymes, voir Gould.
Karina Gould, née le 28 juin 1987 à Burlington (Ontario), est une activiste communautaire, consultante, experte-conseil et femme politique canadienne.
Elle est depuis octobre 2015 députée libérale de la circonscription de Burlington à la Chambre des communes du Canada.
De 2017 à 2018, elle est présidente du Conseil privé de la Reine pour le Canada, de 2017 à 2019, ministre des Institutions démocratiques, de 2019 à 2021, ministre du Développement international et de 2021 à 2023, ministre canadienne de la Famille, des Enfants et du Développement social.
Le 26 juillet 2023, elle est nommée leader du gouvernement à la Chambre des communes au sein du gouvernement de Justin Trudeau.

## Biographie
Après ses études secondaires, Karina Gould est bénévole pendant un an dans un orphelinat mexicain. De retour au Canada, elle étudie à l'Université McGill à Montréal, où elle organise une campagne pour venir en aide aux Haïtiens après le tremblement de terre de 2010. Elle travaille par la suite à Washington pour l'Organisation des États américains avant d'aller à l'université d'Oxford où elle obtient une maîtrise en relations internationales.
De retour au Canada, elle agit comme spécialiste en commerce et investissement pour la Délégation commerciale du Mexique à Toronto. Elle s'engage aussi pour plusieurs organismes communautaires de la région de Burlington.

### Carrière politique
Karina Gould est élue députée de la circonscription de Burlington lors des élections fédérales de 2015. Lors du remaniement ministériel de janvier 2017, elle est nommée ministre des Institutions démocratiques et présidente du Conseil privé de la Reine pour le Canada. Elle perd cette dernière responsabilité tout en conservant son poste de ministre lors d'un nouveau remaniement le 18 juillet 2018 au profit de Bill Blair, aussi nommé au nouveau poste de ministre de la Sécurité frontalière et de la Réduction du crime organisé. Il s'agit d'un allégement de ses responsabilités pour celle qui est devenu mère en mars 2018, la toute première ministre fédérale à donner naissance à un enfant au cours de son mandat. Le président du Conseil du Trésor, Scott Brison, avait assumé l'intérim pendant l'absence de la ministre.
Réélue lors des élections du 21 octobre 2019, elle se voit attribuer en novembre de nouvelles responsabilités dans le gouvernement Trudeau, celles de ministre du Développement international. Deux ans plus tard, à la suite de nouvelles élections en septembre 2021, elle change de nouveau de ministère en devenant la ministre canadienne de la Famille, des Enfants et du Développement social en octobre 2021.
Un nouveau remaniement ministériel le 26 juillet 2023, l'amène au poste de leader du gouvernement à la Chambre des communes au sein du gouvernement libéral de Justin Trudeau.
Le 18 janvier 2025, elle déclare sa candidature à la course à la succession de Justin Trudeau à la tête du Parti libéral du Canada. Elle termine en troisième position de l'élection remportée par Mark Carney, en rassemblant 3,2 % des voix.